# Kémékafo
Kémékafo es una comuna del círculo de Dioila, región de Kulikoró, Malí. Su capital es Senou. Su población era de 24.235 habitantes en 2009.